# Maaria Roth
Maaria Roth, född den 13 juni 1997, är en finländsk fotbollsspelare.

## Biografi
Maaria Roth inledde sin seniorkarriär i det finländska laget Ilves år 2015. 2018 värvades hon av HJK. Hon har även representerat det finländska damlandslaget där hon debuterade 2025.